# 坡州蹴球國家代表訓錬院
坡州蹴球國家代表訓錬院（ぱじゅしゅうきゅうこっかだいひょうくんれんいん、朝鮮語: 파주축구국가대표훈련원）は、大韓民国京畿道坡州市に建設され運営されている大韓民国蹴球国家代表の専用訓練施設のことである。

## 概要
本施設は、2002 FIFAワールドカップを前に、大韓民国蹴球国家代表の専用練習施設として建設計画が策定され、2000年12月に建設が開始され、約1年の整備の後に2001年11月9日に竣工開場した。
本施設は坡州市が施設の土地・建物を所有し、大韓民国蹴球協会が運営を行う公設民営方式である。
本施設では大韓民国蹴球国家代表（男子・女子）の各年代別チームの訓練をメインとし、また大韓民国蹴球協会の公認指導者及び審判の訓練及び研修なども実施されている。
また国家代表チームが施設を使用していない期間には各種カテゴリの蹴球大会も開催される競技場として機能している。

## グラウンド
- 天然芝球場（6面）

仕様：115m X 78m
芝の種類：ケンタッキーブルーグラス、フェリーニオル、ライングレス混合芝
付帯施設：照明塔、スタンド
- 人工芝球場（1面）

仕様：115m X 78m
芝の種類：コニーグリーン（コーロン社製）
付帯施設：屋根